# Мартьянов, Олег Николаевич
Олег Николаевич Мартьянов (род. 28 апреля 1963, Свердловск) — советский и россиский хоккеист, нападающий. Мастер спорта СССР. Тренер.

## Биография
Воспитанник школ завода «Уралхиммаш» и спорткомбината «Юность» (тренеры — Валентин Бушуев и Альберт Фёдоров). Выступал за команды «Луч» Свердловск (1980/81, 1988/89), «Автомобилист» Свердловск (1981/82 — 1984/85, 1987/88 — 1988/89), СКА Свердловск (1985/86 — 1986/87), «Ижсталь» Ижевск (1989/90), «Металлург» Магнитогорск (1990/91), «Молот» Пермь (1992/93), ЦСК ВВС Самара (1993/94), «Кедр» Новоуральск (1993/94), «Строитель» Караганда (Казахстан, 1994/95), СКА-«Автомобилист-2» Екатеринбург (1994/95), «Трубник» Каменск-Уральский (1995), «Металлург» Серов (1995/96 — 1996/97), РТИ Екатеринбург (1996/97—1999/2000).
В чемпионате СССР и СХЛ провёл пять сезонов (1984/85, 1987/88 — 1988/89, 1992/93, 1994/95).
Победитель хоккейного турнира зимней Универсиады 1985 года.
Работал тренером в школах «Юность» (Екатеринбург), «Донбасс» (Донецк, 2011-20212); В сезоне 2014/15, до 1 октября — главный тренер команды «Ямальские стерхи» Ноябрьск. Возглавлял женские хоккейные клубы «Спартак-Меркурий», «Динамо». Тренер юношеских команд «Автомобилиста» (2015—2019), «Уральца» и «Союза» (Каменск-Уральский, с 2019).